# ロードムービー (映画)
『ロードムービー』（原題：로드무비、英題：Road Movie）は、2002年の韓国映画。監督・脚本はキム・インシク。
日本では、2004年（第13回）東京国際レズビアン&ゲイ映画祭（7月17日・19日）にて上映された。

## キャスト
- ソグォン：チョン・チャン
- テシク：ファン・ジョンミン
- イルチュ：ソ・リン（朝鮮語版）

## 受賞
- 2002年度
  - 第23回青龍映画賞：新人監督賞（キム・インシク）、新人男優賞（ファン・ジョンミン）
  - 第40回大鐘賞：音楽賞（ファン・サンジュン、イ・ハンナ）、審査委員特別賞
  - 第22回韓国映画評論家協会賞：新人監督賞（キム・インシク）、男子新人賞（ファン・ジョンミン）
  - 第3回釜山映画評論家協会賞：新人監督賞（キム・インシク）、新人男優賞（ファン・ジョンミン）
  - 第7回釜山国際映画祭：アジア映画振興機構賞（NETPAC）
  - 第5回ディレクターズ・カット・アワード：今年の男新人演技者賞（ファン・ジョンミン）

### 映画祭
- 2002年度
  - 第21回バンクーバー国際映画祭：龍虎賞（Dragons and Tigers）部門 招請
  - ロンドン国際映画祭 招請